# Michael Fekete

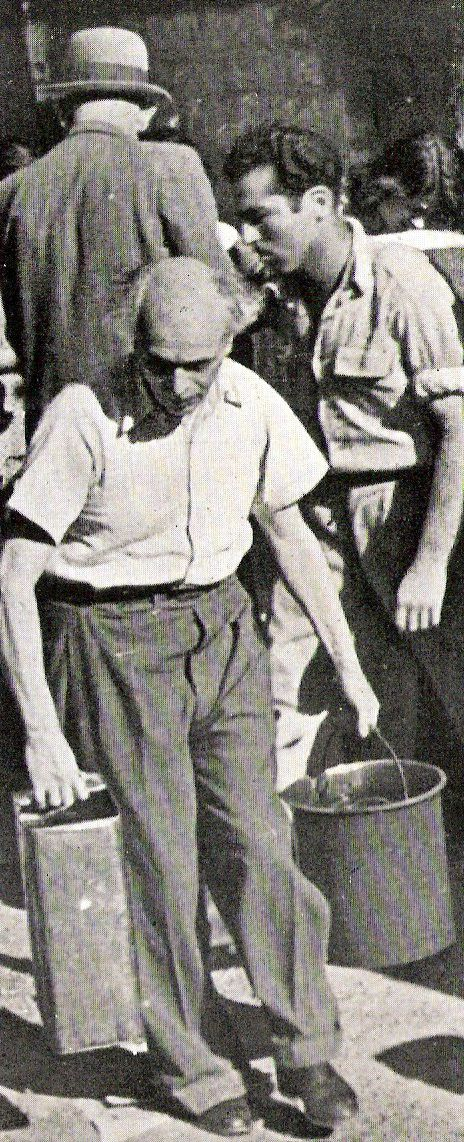
Fekete als Rektor und Wasserträger der Hebräischen Universität

Michael Fekete, auch Mihály Fekete (* 19. Juli 1886 in Senta, Österreich-Ungarn, als Michael Schwarz; † 13. Mai 1957 in Jerusalem), war ein ungarisch-israelischer Mathematiker, der sich mit Analysis beschäftigte.

## Leben
Fekete wurde 1909 bei Leopold Fejér an der Universität Budapest promoviert (wobei erste Veröffentlichungen schon 1908 erschienen), war danach 1909 bis 1910 an der Universität Göttingen bei Edmund Landau und habilitierte sich anschließend an der Universität Budapest und war dort Privatdozent. Hauptberuflich war er Gymnasiallehrer. Daneben gab er privat Mathematikunterricht, unter anderem war John von Neumann sein Schüler, mit dem er auch 1922 zusammen publizierte (in von Neumanns erster Veröffentlichung Über die Lage der Nullstellen gewisser Minimum Polynome).
1928 wanderte er nach Palästina bzw. Eretz Israel aus und wurde Dozent und ab 1929 Professor an der Hebräischen Universität in Jerusalem. Zeitweise war er Leiter des Instituts für Mathematik der Universität, Dekan für Naturwissenschaften und 1945 bis 1948 Rektor der Universität. 1955 ging er in den Ruhestand.
Nach ihm ist das Fekete-Problem benannt, das nach der Anordnung einer endlichen Anzahl von Punkten auf einer Mannigfaltigkeit (zum Beispiel der Kugeloberfläche) fragt, die ein gegebenes Potential minimieren. Es ist eines der offenen Probleme in der Liste Stephen Smales (Smale-Probleme) für die Nachfolge der Hilbertschen Probleme. Fekete betrachtete den eindimensionalen Fall und ein logarithmisches Potential. Mit Gabor Szegö fand er 1933 eine Ungleichung zwischen den Koeffizienten schlichter analytischer Funktionen (Fekete-Szegö-Ungleichung). Nach ihm sind auch Fekete-Polynome benannt, die Legendre-Symbole als Koeffizienten haben und Anwendungen in der Zahlentheorie haben.
1955 war er Invited Speaker auf dem Internationalen Mathematikerkongress in Amsterdam (Transfinite Diameter and Fourier Series). 1955 erhielt er den Israel-Preis. Zu seinen Doktoranden zählen Menahem Max Schiffer, Michael Maschler, Zeev Nehari und Aryeh Dvoretzky.
Er heiratete 1918 die Mathematiklehrerin Dora Lenk, die 1922 starb und mit der er zwei Söhne hatte.